# Frederic Karl, Duce de Württemberg-Winnental
Frederic Karl de Württemberg-Winnental (12 septembrie 1652 – 20 decembrie 1697) a fost din 1677 Duce al nou-fondatei linii de Württemberg-Winnental și regent al minorului Duce Eberhard Ludwig.

## Biografie
Născut la Stuttgart, Frederic Karl a fost al doilea fiu al Ducelui Eberhard al III-lea de Württemberg și a Annei Catharina von Salm-Kyrburg.
La 27 noiembrie 1677 a primit regența pentru nepotul său minor după moartea fratelui său mai mare. Regența a luat sfârșit la 22 ianuarie 1693 când Eberhard Ludwig a atins vârsta majoratului. Din recunoștință el a primit o sumă mare de bani și a fost numit Generalfeldmarschall de Kaiser.

### Căsătorie și copii
Frederic Karl s-a căsătorit la 31 octombrie 1682 cu Eleonore Juliane von Brandenburg-Ansbach (1663–1724), fiica lui Albert al II-lea, Margraf de Brandenburg-Ansbach. Cuplul a avut șapte copii:
- Karl Alexander, (1684–1737), care a devenit cel de-al 11-lea Duce de Württemberg.
- Dorothea Charlotte (1685–1687)
- Frederic Karl (1686–1693)
- Henric Frederic (1687–1734), a servit în armata olandeză până în 1713.
- Maximilian Emanuel (1689–1709), voluntar în armata regelui Carol al XII-lea al Suediei și un devotat prieten al regelui.
- Frederic Ludwig (1690 - 19 septembrie 1734) ucis în Bătălia de la Guastalla. S-a căsătorit la 22 octombrie 1722 cu Ursula von Alten Brockum (1680 - 1743).
- Christiane Charlotte (1694–1729) căsătorită cu Wilhelm Frederich, Margraf de Brandenburg-Ansbach